# Anapakatti, Hungund
Anapakatti là một làng thuộc tehsil Hungund, huyện Bagalkot, bang Karnataka, Ấn Độ.